# Trainwreck
Trainwreck – amerykański zespół rockowy, poboczny projekt muzyków grupy Tenacious D; sam zespół zaliczany jest w poczet "rodziny Tenacious D". W formacji występują alter ega wykonawców Tenacious D i ich współpracowników, a także JR Reed, który koncertował wraz z zespołem podczas trasy na przełomie 2006 i 2007. Przez większą część trwania filmu Kostka przeznaczenia Gass ma na sobie T-shirt z logiem Trainwreck. Grupa wydała dwa albumy EP i jeden album koncertowy, Trainwreck Live, nagrany w 2004 w Los Angeles. Nagrania do pierwszego albumu studyjnego rozpoczęły się na początku 2009.

## Skład

### Aktualni członkowie
- Klip Calhoun (Kyle Gass) – gitara, śpiew
- Daryl Lee Donald (JR Reed) – śpiew, perkusja
- John Bartholomew Shredman (John Konesky) – gitara
- Boy Johnny (John Spiker) – gitara, śpiew
- Dallas St. Bernard (Nate Rothacker) – perkusja

### Byli członkowie
- Lance Branson (Chris D'Arienzo) – keyboard, śpiew
- Kenny Bob Thornton (Kevin Weisman) – perkusja
- Chris Pedchenko – Electric Dynamite
- Brian Luther – The Pick of Destiny

## Dyskografia

### Albumy studyjne
- 2006: Trainwreck – The EP
- 2010: The Wreckoning

### Albumy koncertowe
- 2004: Trainwreck Live:

1. „Trainwreck Themesong”
2. „White Lions”
3. „Father D.”
4. „Pills”
5. „Rock n' Roll Timeout”
6. „Baby, Let's Rock”
7. „The Return of Lance”
8. „Rock (Responsibly)”
9. „American Trainwreck Idol”
10. „The Tip”
11. „ I Wanna Know”
12. „Permanent Wood”
13. „Takin' Care Of Business”